# بکهدان
بکهدان
بکهدان، روستایی از توابع بخش مرکزی شهرستان ارسنجان در استان فارس ایران است. بکهدان در دوازده کیلومتری جنوب  شهر ارسنجان قرار دارد. نام قدیم روستا به دلیل وجود کوه های متعدد در اطراف کوهساران بوده است، دشت حاصل خیز سه دره منطقه کشاورزی روستا بوده است که هم اکنون به علت خشکسالی های پیاپی از رونق افتاده است، و از طرفی دیگر معدن کاوی های متعدد و بی حاصل نه تنها جلوه طبیعی دشت را از بین برده بلکه به علت نامرغوبی سنگ باعث ضرر و زیان معدن کاران نیز شده است    

*دشت و جنگل سه دره
*چشمه چاه بندان
*چشمه بحر ریز
*آبشار فصلی آسیاب محمد علی(معدعلی)
```

```

*چهل سنگ آب
*بیما (بی بی ما) 

* دراسیده(دره آسوده) (دشت)
* کوه هایی که بکهدان را احاطه کرده اند
*درختان بنه با سن حدودی چند صد سال
*پیر طاق
*دشت کریم آباد
*قلات چاه زرد
در دامنه کوه های بکهدان شما قادر خواهید بود حداقل 45در صد منطقه ارسنجان را در دید خود داشته
.
بیما(بی بی ما) : در دشت سه دره بالای یک تپه اثر بسیار عجیبی دیده میشود به شکلی که بر روی تخته سنگی بزرگ اثر دو دست به شکل فرو رفتگی قابل مشاهده میباشد به طوری که یک دست کامل در آن جا میشود! این اثر در اذهان مردم بکهدان از قداست خاص برخوردار میباشد.